# Saison 6 des 100
Chronologie
Saison 5 Saison 7
La sixième saison des 100 (The 100), série télévisée américaine, est constituée de treize épisodes et diffusée depuis le 30 avril 2019 sur The CW, aux États-Unis.

## Synopsis
125 ans après avoir quitté la Terre, les derniers humains arrivent sur une nouvelle planète avec l'espoir de laisser derrière eux toutes les horreurs qu'ils ont dû faire pour survivre. Ils devront faire face à de nouvelles aventures et découvrir un monde qui n'est pas le leur. C’est donc sur une nouvelle planète que Clarke, Octavia, Bellamy, Echo et les autres devront apprendre à survivre. Un grand nombre de menaces viendra frapper les 100 et les autres. Y aura-t-il un peuple extraterrestre, des catastrophes naturelles provoquées par les humains qui les pousseront encore à fuir ou bien même un ennemi qui se cache bien ?

## Distribution

### Acteurs principaux
- Eliza Taylor-Cotter (VF : Karine Foviau) : Clarke Griffin / Josephine Lightbourne (épisodes 5 à 10)
- Paige Turco (VF : Emmanuèle Bondeville) : Abigail « Abby » Griffin (épisodes 1 à 12) / Simone Lightbourne (épisodes 12 et 13)
- Bob Morley (VF : Alexandre Guansé) : Bellamy Blake
- Marie Avgeropoulos (VF : Alice Taurand) : Octavia Blake
- Lindsey Morgan (VF : Daniela Labbé-Cabrera) : Raven Reyes
- Richard Harmon (VF : Alexis Tomassian) : John Murphy
- Tasya Teles (VF : Ludivine Maffren) : Echo
- Henry Ian Cusick (VF : Bruno Choël) : Marcus Kane (épisodes 1, 8 et 9)
- Shannon Kook-Chun (VF : Julien Crampon) : Jordan Jasper Green

### Acteurs récurrents
- Lola Flanery (VF : Fanny Bloc) : Madi Griffin
- Jarod Joseph (VF : Romain Altché) : Nathan Miller
- Adina Porter (VF : Maïk Darah) : Indra
- Sachin Sahel (VF : Stéphane Fourreau) : Eric Jackson
- Luisa D'Oliveira (VF : Olivia Luccioni) : Emori
- Tati Gabrielle (VF : Youna Noiret) : Gaia
- Jessica Harmon (VF : Armelle Gallaud) : Niylah
- Ivana Miličević (VF : Marie Bouvier) : Charmaine Diyoza
- J. R. Bourne (VF : Éric Aubrahn) : Russell Lightbourne
- Sara Thompson (VF : Sarah Barzyk) : Josephine Lightbourne
- Tattiawna Jones (VF : Marie Diot) : Simone Lightbourne
- Bethany Brown (VF : Déborah Claude) : Jade / Jasmine Mason
- Ashleigh LaThrop (VF : Aurélie Konaté) : Delilah / Priya
- Karen Holness (VF : Annie Milon) : Blythe Ann
- Chuku Modu (VF : Pascal Nowak) : Xavier / Gabriel Santiago
- Lucia Walters (VF : Corinne Wellong) : Miranda Mason
- Thomas Cocquerel (en) (VF : François Santucci) : Ryker Desai

### Invités
- Jordan Bolger (VF : Nathanel Alimi) : Miles Shaw (épisode 1)
- Sean Maguire (VF : Yann Sundberg) : Russell Lightbourne (épisodes 2 et 5)
- Christopher Larkin (VF : Adrien Larmande) : Monty Green[3] (épisode 7)
- Chris Browning (en) (VF : Boris Rehlinger) : Jake Griffin, le père de Clarke (épisode 7)
- Erica Cerra (VF : Hélène Bizot) : A.L.I.E. (épisode 7)
- Eve Harlow (VF : Zina Khakhoulia) : Maya Vie (épisode 7)
- Alycia Debnam-Carey (VF : Sandra Valentin) : Lexa (épisode 7, flashback)
- Thomas McDonell (VF : Alexandre Gillet) : Finn Collins (épisode 7, flashback)
- Greyston Holt (VF : Damien Ferrette) : Gavin / Marcus Kane (épisodes 8 et 9)
- Michael Beach (VF : Frantz Confiac) : Charles Pike (épisode 9)
- Ricky Whittle (VF : Jean-Baptiste Anoumon) : Lincoln (épisode 9, flashback)
- Shelby Flannery (VF : Peggy Martineau) : Hope Diyoza (épisode 13)

## Production

### Développement
Le 7 mai 2018, la série a été renouvelée pour une sixième saison,.

### Attribution des rôles
En septembre 2018, J. R. Bourne a obtenu un rôle récurrent.

### Tournage
Le tournage a commencé le 27 août 2018 et s’est terminé le 13 février 2019.

### Diffusions
Aux États-Unis, elle a été diffusée du 30 avril 2019 au 6 août 2019 sur The CW.
Au Canada, un nouvel épisode sera disponible sur Netflix, le lendemain de la diffusion américaine.

## Liste des épisodes

### Épisode 1:Planète Alpha
- États-Unis : 30 avril 2019 sur The CW[2]
- Canada : 1er mai 2019 sur Netflix
- France : 3 septembre 2019 sur Syfy France[8]

- États-Unis : 860 000 téléspectateurs[9] (première diffusion)

Bellamy et Clarke ont réveillé Echo, Murphy, Emori, Raven, Shaw et Abby et leur montrent le message de Monty. Alors qu'Abby dit qu'il ne manque plus qu'à récupérer leur humanité, Raven rétorque que certains ne l'ont jamais perdu. 
Le groupe décide d'envoyer une équipe en exploration sur la planète. Echo veut réveiller leurs meilleurs combattants mais Bellamy refuse de réveiller Octavia pour le moment, considérant qu'elle briserait leur rêve de paix.
Abby a réveillé Niylah et lui demande son aide pour soigner Kane. Étant donné qu'il a besoin de sang, Niylah réveille Octavia. Abby et Raven ont de nouveau une altercation, Raven lui en voulant toujours d'avoir aidé McCreary et de l'avoir trahie. Au réveil de Kane, Octavia débarque et tous deux se reprochent mutuellement ce qui est arrivé sur Terre. Octavia dit que c'est la faute de Kane car il les a trahis alors que Kane dit que c'est de la faute d'Octavia, notamment parce qu'elle a brûlé la ferme, obligeant Wonkru à entrer en guerre. Kane commence alors à perdre connaissance et Octavia refuse d'aider Abby. Kane est remis en cryo-sommeil.
Sur la nouvelle planète, le groupe d'exploration, composé de Clarke, Bellamy, Murphy, Emori, Echo, Shaw, Miller et Jackson se rend compte que l'air est respirable et que l'eau est potable. La nuit tombée, Jackson a attrapé un insecte et l'a placé dans un bocal. Tout à coup, l'insecte devient violent et une horde de ses congénères les envahit, les obligeant à fuir dans la précipitation. Un champ de force blesse Shaw mais Clarke, grâce à son sang de Nightblood, arrive à passer au-delà et à désactiver le champ pour que les autres puissent se réfugier. Shaw meurt de ses blessures et demande au groupe de prendre soin de Raven qui mérite le bonheur même si elle ne veut pas y croire.

### Épisode 2:Le Lever du soleil rouge
- États-Unis : 7 mai 2019 sur The CW
- Canada : 8 mai 2019 sur Netflix
- France : 3 septembre 2019 sur Syfy France

- États-Unis : 810 000 téléspectateurs[10] (première diffusion)

### Épisode 3:Les Enfants de Gabriel
- États-Unis : 14 mai 2019 sur The CW
- Canada : 15 mai 2019 sur Netflix
- France : 10 septembre 2019 sur Syfy France

- États-Unis : 820 000 téléspectateurs[11] (première diffusion)

### Épisode 4:Les Visages sous verre
- États-Unis : 21 mai 2019 sur The CW
- Canada : 22 mai 2019 sur Netflix
- France : 10 septembre 2019 sur Syfy France

- États-Unis : 730 000 téléspectateurs[12] (première diffusion)

### Épisode 5:Le Retour de Josephine
- États-Unis : 28 mai 2019 sur The CW
- Canada : 29 mai 2019 sur Netflix
- France : 17 septembre 2019 sur Syfy France

- États-Unis : 730 000 téléspectateurs[13] (première diffusion)

### Épisode 6:Œil pour œil…
- États-Unis : 11 juin 2019 sur The CW
- Canada : 12 juin 2019 sur Netflix
- France : 17 septembre 2019 sur Syfy France

- États-Unis : 640 000 téléspectateurs[14] (première diffusion)

### Épisode 7:Jeux d'esprits
- États-Unis : 18 juin 2019 sur The CW
- Canada : 19 juin 2019 sur Netflix
- France : 24 septembre 2019 sur Syfy France

- États-Unis : 720 000 téléspectateurs[15] (première diffusion)

- Christopher Larkin (Monty Green)
- Erica Cerra (A.L.I.E.)
- Eve Harlow (Maya Vie)
- Chris Browning (en) (Jake Griffin)

### Épisode 8:Le Vieil Homme et l'Anomalie
- États-Unis : 25 juin 2019 sur The CW
- Canada : 26 juin 2019 sur Netflix
- France : 24 septembre 2019 sur Syfy France

- États-Unis : 630 000 téléspectateurs[16] (première diffusion)

### Épisode 9:Rédemption
- États-Unis : 9 juillet 2019 sur The CW
- Canada : 10 juillet 2019 sur Netflix
- France : 1er octobre 2019 sur Syfy France

- États-Unis : 700 000 téléspectateurs[17] (première diffusion)

- Michael Beach : Charles Pike

- Cet épisode marque le départ de l'acteur Henry Ian Cusick.

### Épisode 10:La Chasse aux sorcières
- États-Unis : 16 juillet 2019 sur The CW
- Canada : 17 juillet 2019 sur Netflix
- France : 1er octobre 2019 sur Syfy France

- États-Unis : 570 000 téléspectateurs[18] (première diffusion)

### Épisode 11:Tu redeviendras poussière
- États-Unis : 23 juillet 2019 sur The CW
- Canada : 24 juillet 2019 sur Netflix
- France : 8 octobre 2019 sur Syfy France

- États-Unis : 540 000 téléspectateurs[19] (première diffusion)

### Épisode 12:Les Retrouvailles
- États-Unis : 30 juillet 2019 sur The CW
- Canada : 31 juillet 2019 sur Netflix
- France : 8 octobre 2019 sur Syfy France

- États-Unis : 610 000 téléspectateurs[20] (première diffusion)

### Épisode 13:Le Sang de Sanctum
- États-Unis : 6 août 2019 sur The CW
- Canada : 7 août 2019 sur Netflix
- France : 8 octobre 2019 sur Syfy France

- États-Unis : 590 000 téléspectateurs[21] (première diffusion)

Les Princeps ont été démasqués et vont s'enfuir à bord du vaisseau spatial avec Raven, Mady et Gaia comme otages. Les Princeps, ayant constaté l'autorité de Mady sur les Wonkru veulent la capturer, mais Clarke faisant toujours semblant d'être Joséphine s'interpose. Entre-temps, Raven, ayant reçu le livre contenant les informations nécessaires pour extraire Sheidheda de la tête de Mady, se met au travail en utilisant un ordinateur à l'infirmerie. Les Princeps acceptent de garder Mady vivante, car le cas échéant, aucun Wonkru ne les suivrait. Par contre, ils décident de tuer les Wonkru encore cryogénisés. Bellamy, Echo, Miller et les enfants de Gabriel qui les ont accompagnés sont capturés par les Sanctumiens croyants en la divinité des Princeps et sont obligés de choisir entre boire le sang de Sanctum contenant de la toxine pure ou choisir la mort. Mais Murphy et Emori, considérés comme divin pour les croyants, finissent par sauver leurs amis et les emmenèrent au palais des princeps ou les attendait Gabriel. Dans le vaisseau spatial, Russel Princeps et sa femme (sous l'apparence d'Abby) s'apprêtent à tuer les Wonkru cryogénisés, mais Clarke s’interpose en les empêchant, mais dévoile en contrepartie son identité alors que Russel et sa femme la croyait comme étant leur fille Joséphine. Pour faire pression sur Clarke, Simone décide de capturer Mady qui était en train de subir la suppression du programme de Sheidheda de la flamme. Mais les Princeps arrivèrent et interrompirent la suppression de Sheidheda. Entre-temps, Clarke ayant été cernée par les soldats des Princeps et par Simone les menaça de les envoyer à la dérive en activant l'interrupteur ce qu'elle finit par faire, envoyant également Simone qui faisait semblant d'être la mère de Clarke. Ainsi, le corps d'Abby disparut, tué par Clarke. Mady, sous l'emprise de Sheidheda propose à Russel de le venger ce qu'il finit par accepter. Ils réveillèrent alors les Wonkru cryogénisés, mais Clarke menaça Sheidheda/Mady de se suicider ce qui rendit à Mady la possession de son corps et demanda au Wonkru de capturer le Princeps. Dans l’esprit de Mady, Sheidheda fou de rage, essaya de tuer la jeune fille, ce qui se traduisit par des convulsions dans le corps de cette dernière. Raven essaya alors de supprimer en urgence et pour de bon Sheiheda de la flamme. À la suite de la suppression, Mady resta inconsciente jusqu'au retirement de la flamme. Cependant la conscience de Sheidheda s'est échappée.
- Cet épisode marque le départ de l'actrice Paige Turco.